# Romanisation de l'Hispanie
On entend par romanisation de l'Hispanie le processus par lequel la culture romaine s'est implantée sur la péninsule Ibérique durant la période de domination romaine.

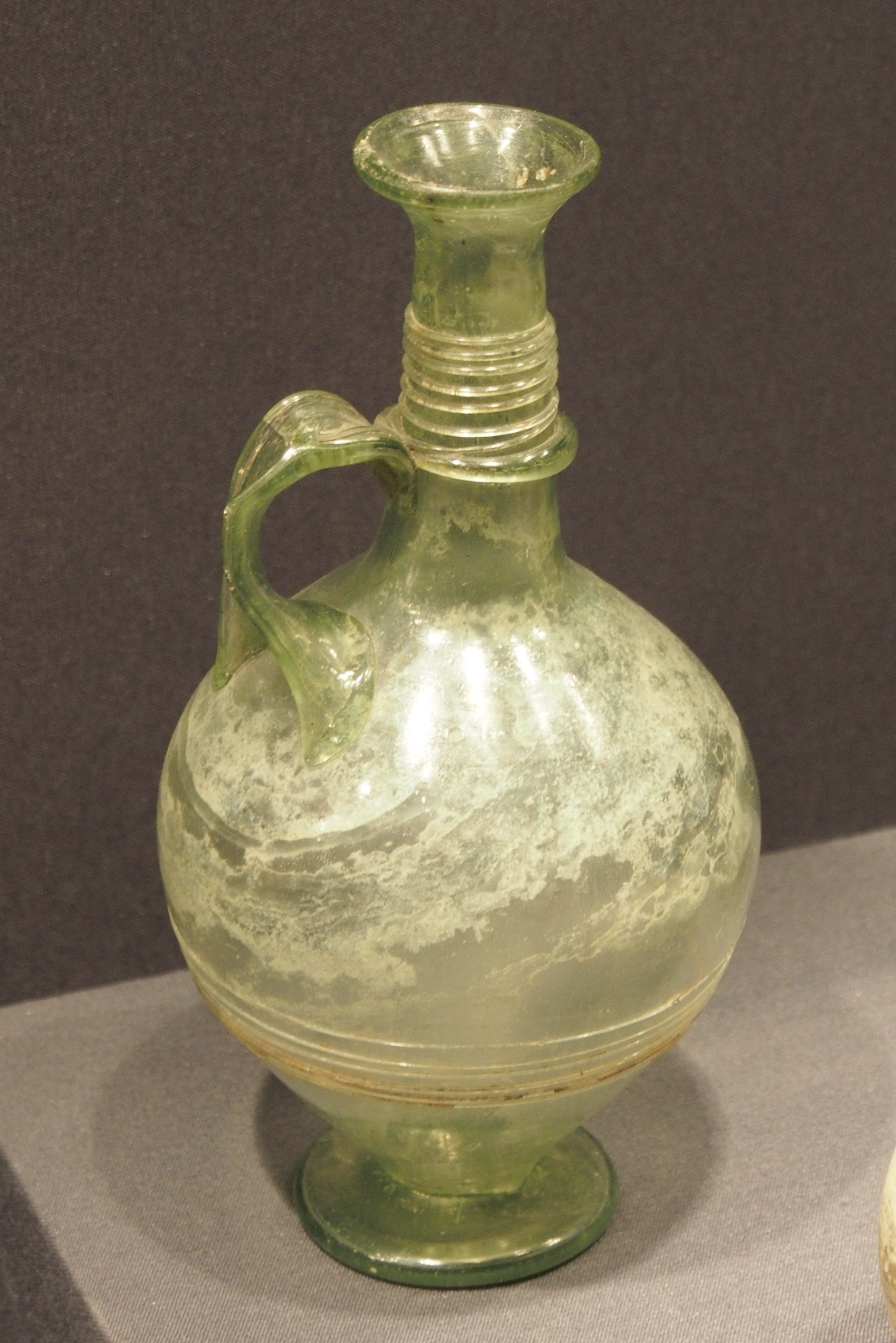
Vase en verre, musée de Valladolid. Les Romains donnèrent une impulsion décisive à la production de verre soufflé.

Pendant les siècles de domination romaine sur les provinces d'Hispanie, les coutumes, la religion, les lois, en d'autres termes le mode de vie romain finit par s'imposer parmi la population indigène, à laquelle s'est ajoutée un grand nombre de colons venus de tout l'Empire romain, et eux-mêmes romanisés, formant ainsi la culture hispano-romaine. La civilisation romaine s'est propagée à travers :
- la création d'infrastructures dans les territoires sous domination romaine, ce qui améliorait à la fois les communications et la capacité à absorber de la population nouvelle dans ces zones ;
- l'amélioration de l'urbanisation des cités, due en grande partie aux infrastructures et impulsée par les services publics, (comme les thermes, les égouts, les théâtres, les cirques) qui étaient inconnus jusqu'alors dans la péninsule ;
- la création de colonies de peuplement comme récompense pour les troupes libérées de leurs obligations, et la création de latifundia de production agricole extensive, propriété de familles aisées qui étaient proches de Rome ou qui étaient des familles indigènes ayant adopté les coutumes romaines.

## Établissements romains
Même si l'influence romaine transforma considérablement les cités déjà existantes dans la péninsule, les travaux d'urbanisme les plus importants eurent lieu dans les nouvelles cités comme Tarraco (l'actuelle Tarragone, Emerita Augusta (aujourd'hui Mérida) ou Italice.

### Tarraco
L'existence de Tarraco remonte à l'établissement d'un campement militaire par Cneius Cornelius Scipio en -218, au cours de l'invasion de la péninsule dans le cadre de la deuxième guerre punique. Tarraco devint rapidement la capitale de l'Hispanie citérieure, plus de la province de Tarraco. Jules César lui accorda le statut de colonie en -45, sous le nom de Colonia Julia Urbs Triumphalis Tarraco.

### Emerita Augusta
Emerita Augusta fut fondée en -25 par Publius Carisius, alors représentant de l'empereur Octave, pour servir de lieu de cantonnement aux troupes des Ve (Alauda) et Xe (Gemina) légions. Peu à peu, la cité devint l'une des plus importantes d'Hispanie, la capitale de la province de Lusitanie mais aussi un centre économique et culturel.

### Italica
Italica fut la première cité romaine à part entière fondée en Hispanie. À la fin de la deuxième guerre punique, Scipion l'Africain répartit entre les légions des parcelles de terres dans la vallée du Betis (aujourd'hui le Guadalquivir, de telle sorte que même si Italica était à l'origine un hôpital de campagne pour les blessés de la bataille d'Ilipa, elle devint rapidement un établissement de vétérans de la légion, puis un bourg situé sur rive ouest du Betis, en -206.
C'est à l'époque d'Auguste qu'Italica obtint le statut de municipe et le droit de frapper monnaie romaine, mais la ville connut son apogée à l'époque des empereurs Trajan et Hadrien, de la fin du Ier au début du IIe siècle : ces deux empereurs étaient originaires d'Italica, dont le prestige augmenta. Ils furent particulièrement généreux avec leur ville d'origine, l'agrandirent et donnèrent un nouvel élan à son économie. Hadrien fit construire une nouvelle ville à proximité, mais elle ne fut active qu'aux IIe et IIIe siècles.
C'est aussi sous le règne d'Hadrien que la cité passa du statut de municipe à celui de colonie romaine, prenant exemple sur Rome pour ses institutions. Depuis lors, elle porta le nom de Colonia Aelia Augusta Italica, en l'honneur de l'empereur. Il existait à l'époque un important groupe de pression constitué de sénateurs originaires de cette cité.

## Constructions civiles

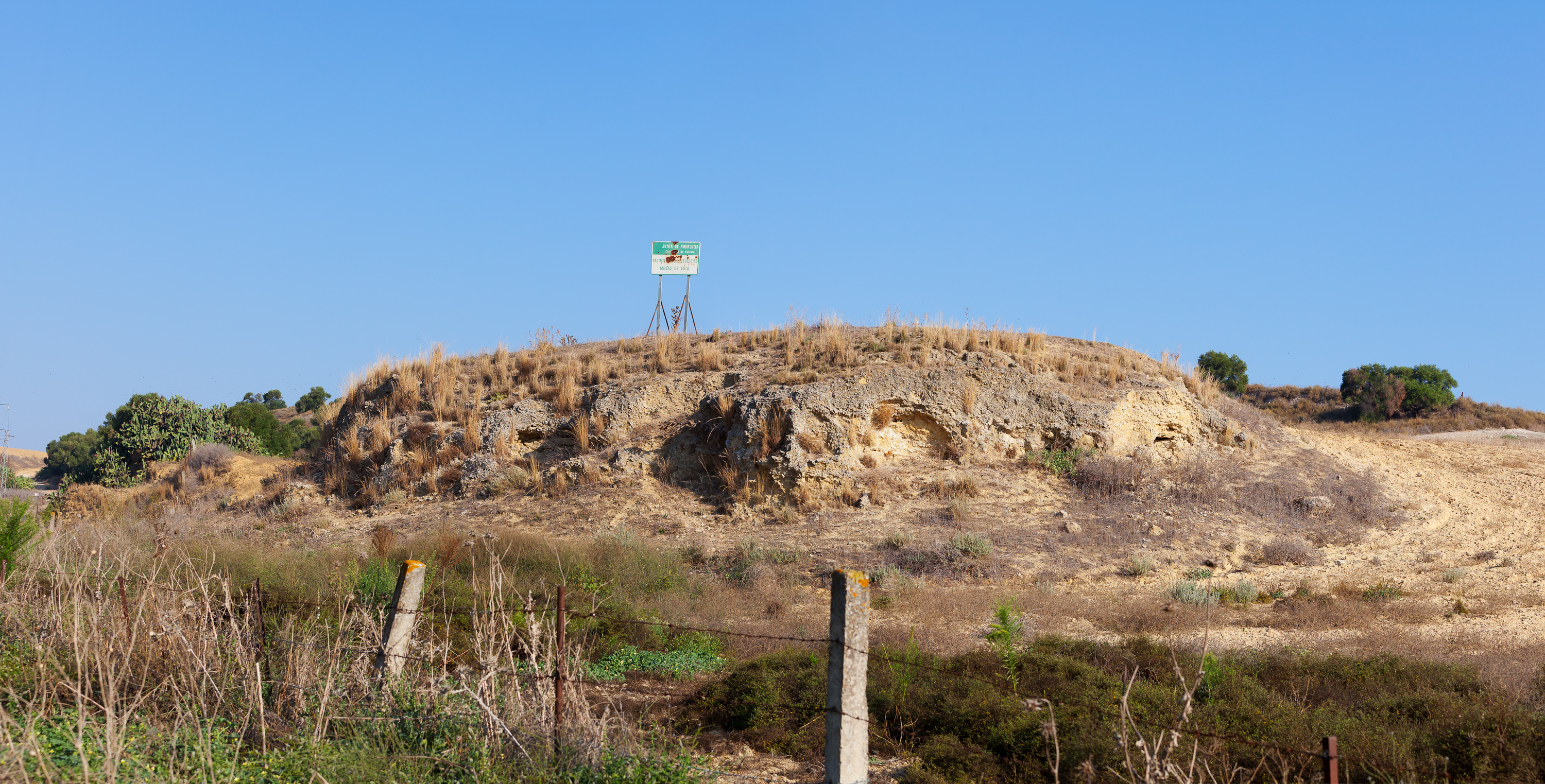
Site de la colonie romaine d'Asta Regia, près de Jerez de la Frontera.

La civilisation romaine est réputée grande constructrice d'infrastructures. Elle fut la première à faire des efforts considérables et constants pour ce type de bâtiments civils, les considérant comme le fondement de l'établissement des populations et du maintien de sa souveraineté militaire et économique sur l'ensemble de l'Empire. Les constructions les plus remarquables sont les voies de circulation, les ponts et les aqueducs.

### Les grandes infrastructures
À l'intérieur ou en périphérie de la ville, ces infrastructures devinrent indispensables au fonctionnement normal de la cité et de son économie, en permettant l'approvisionnement en eau par les aqueducs et le transport de marchandises grâce à un efficace réseau de routes pavées. De plus, toute cité d'importance moyenne disposait d'un système d'égouts qui permettait le drainage des eaux usées et de l'eau de pluie, pour éviter qu'elles ne stagnent dans les rues.

#### Chaussées et voies

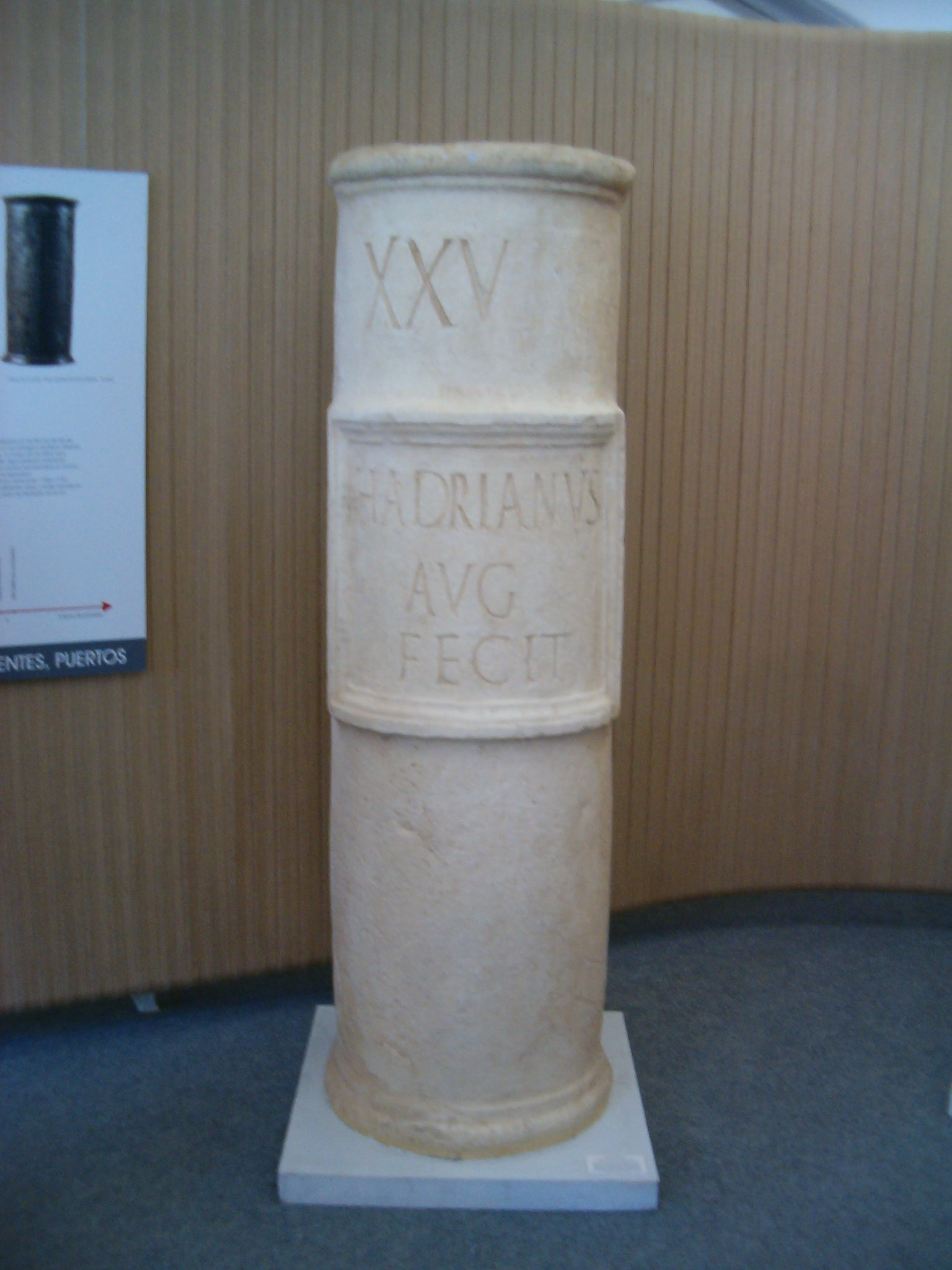
Borne milliaire retrouvée à Italica

Parmi les infrastructures à usage civil que les Romains construisirent le plus fréquemment au cours de leur domination en Hispanie, les chaussées romaines sont tout particulièrement remarquables de par leur utilité ; en effet, elles structurent le territoire péninsulaire, reliant Cadix aux Pyrénées et les Asturies à Murcie, couvrant les littoraux méditerranéen et atlantique à travers les viæ (voies) connues. Un commerce en plein essor y circulait, stimulé par la stabilité politique du territoire depuis plusieurs siècles. Parmi ces viæ (voies), les plus importantes étaient :
- Via Lata, actuellement connue sous le nom de Via de la Plata ;
- Via Augusta ;
- Via Exterior.

Pour indiquer les distances, on utilisait les célèbres bornes milliaires qui, en forme de colonne (voir photo) ou de grandes pierres, marquaient les milia : autrement dit, la distance depuis le point d'origine de la voie en milliers de pas.
Aujourd'hui, la majeure partie du réseau des voies romaines correspond au tracé des routes nationales ou autoroutes actuelles de l'Espagne et du Portugal, ce qui confirme la permanence de la structuration de l'espace définie par les Romains.

#### Ponts
Les ponts romains, complément indispensable des chaussées, permettaient à celles-ci d'éviter les obstacles que supposaient les lacs qui, dans le cas de la Péninsule ibérique, peuvent s'avérer très larges.

#### Aqueducs

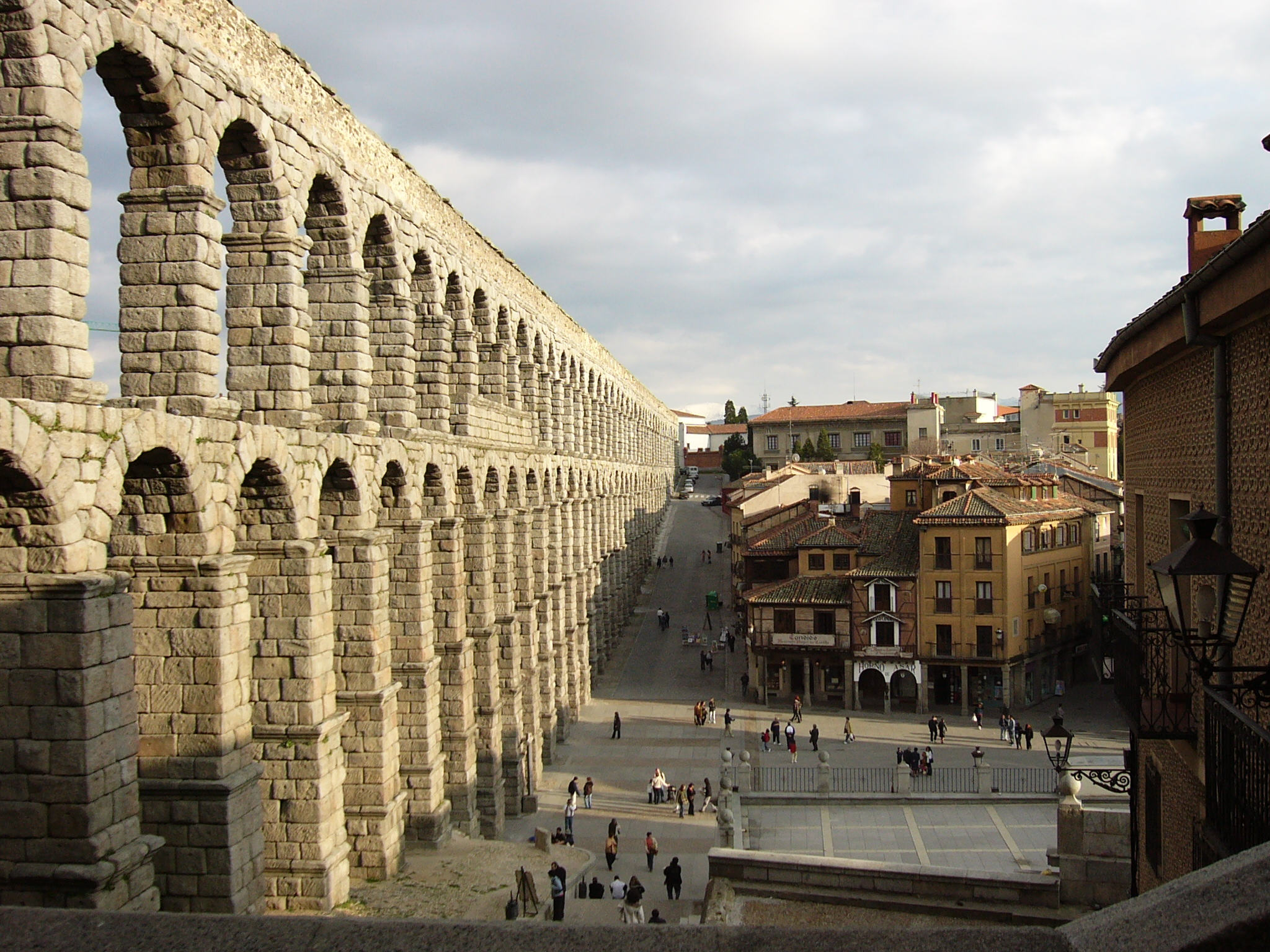
L'aqueduc de Ségovie, l'un des plus grands d'Espagne

L'existence d'un noyau urbain important rendait nécessaire un apport d'eau constant pour l'approvisionnement de milliers de personnes parfois à plusieurs kilomètres de distance des cours d'eau et des sources, apport que rendait possible la construction d'aqueducs. En fait, les aqueducs romains étaient en grande partie souterrains, mais nous ne connaissons aujourd'hui sous ce nom que les ouvrages d'art édifiés afin de franchir les obstacles géographiques. De fait, ces constructions sont parmi les plus remarquables de l'ingénierie civile de tous les temps, surtout si l'on prend en compte les difficultés techniques qui ont dû être surmontées à l'époque.

### Les infrastructures urbaines
En ville, les thermes et les égouts sont tout particulièrement remarquables, sans négliger pour autant les bâtiments destinés aux loisirs et à la culture, comme les théâtres, cirques et amphithéâtres.

#### Thermes
La culture romaine accordait une importance considérable au corps, et par conséquent à l'hygiène. Aussi les thermes et les bains publics étaient-ils des lieux de réunion pour les personnes de toute condition sociale, et leur usage était encouragé par les autorités, qui n'hésitaient pas à dépenser des sommes considérables pour permettre à toute la population accès gratuit ou très bon marché à ces endroits. Les femmes et les hommes partageaient les mêmes bains, mais les horaires étaient distincts : les femmes s'y rendaient le matin et les hommes l'après-midi. Dans les établissements qui disposaient de bains séparés pour les hommes et les femmes, on donnait aux parties réservées aux femmes le nom de balnea.
Dans la péninsule ibérique, les fouilles archéologiques ont mis au jour une grande variété de bâtiments faisant fonction de bains. Les thermes d'Alange sont dans un état de conservation remarquable, qui après quelques travaux de restauration au cours des XVIIIe et XIXe siècles, sont toujours accessibles au public aujourd'hui dans le cadre d'un centre de cure thermale.
(Voir l'article Thermes romains)

#### Égouts
Dès le début de leur essor en tant que civilisation, les Romains comprirent qu'une ville devait disposer d'un système efficace d'élimination des déchets afin de pouvoir se développer. Dans ce but, ils construisirent de tels systèmes dans la quasi-totalité des villes de relative importance, qui aujourd'hui jouent encore ce rôle. À Mérida, par exemple, les égouts romains ont été utilisés jusqu'à il y a quelques années, et leur tracé sert encore de référence pour comprendre comment était construite l'ancienne ville romaine. Dans d'autres villes, comme León (au départ fondée par un camp de la Légion VII Gemina), des vestiges de ces infrastructures sont conservés, et à Itálica, ils servent, les jours de pluie, à démontrer aux touristes la perfection du système de drainage des rues, destiné à éviter leur inondation.

#### Théâtres

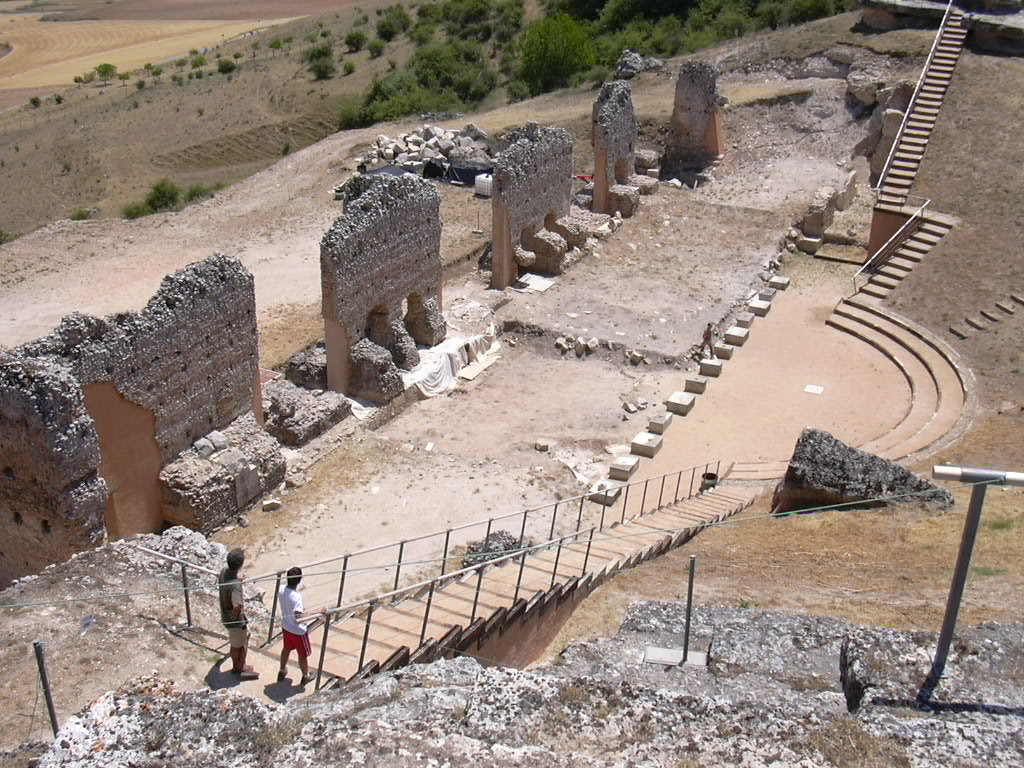
Théâtre de Clunia.

Une multitude de grands drames écrits pour être joués devant un public composent la littérature classique, grecque ou romaine.  Même si en réalité le théâtre romain prend ses origines dans ses racines culturelles étrusques, il n'en est pas moins qu'il a adopté la quasi-totalité des traits de la tragédie et de la comédie grecques.
Le théâtre était un des loisirs préférés du peuple hispano-romain, et à l'image d'autres bâtiments d'intérêt public, aucune ville pouvant se l'offrir ne s'en privait. C'est ainsi que le théâtre d'Augusta Emerita fut construit quasiment en même temps que le reste de la ville par le consul Marcus Vipsanius Agrippa, gendre et conseiller de l'empereur Auguste. Les restes d'au moins treize théâtres romains sont aujourd'hui conservés dans toute la péninsule ibérique.
Le théâtre en tant qu'édifice est particulier par bien des aspects. Il se compose principalement de gradins semi-circulaires appelés cavea, entourant un espace central destiné aux chœurs (orchestra) en face duquel est située la scène au bout de laquelle se situe le frons scaenae. Les zones destinées aux acteurs se situent derrière la scène (postcaenium). Les spectateurs entrent et sortent par un des tunnels d'accès appelés vomitorios.
Le théâtre le mieux conservé de la péninsule ibérique est celui de Mérida, bien qu'on puisse compter également parmi ses trésors archéologiques les théâtres d'Itálica, de Sagonte, Clunia, Saragosse et de quelques autres encore. On peut considérer que certains d'entre eux jouent encore le rôle qui leur fut attribué lors de leur construction, parfois plus de deux mille ans après, puisqu'ils accueillent encore régulièrement en leur sein des festivals de théâtre.

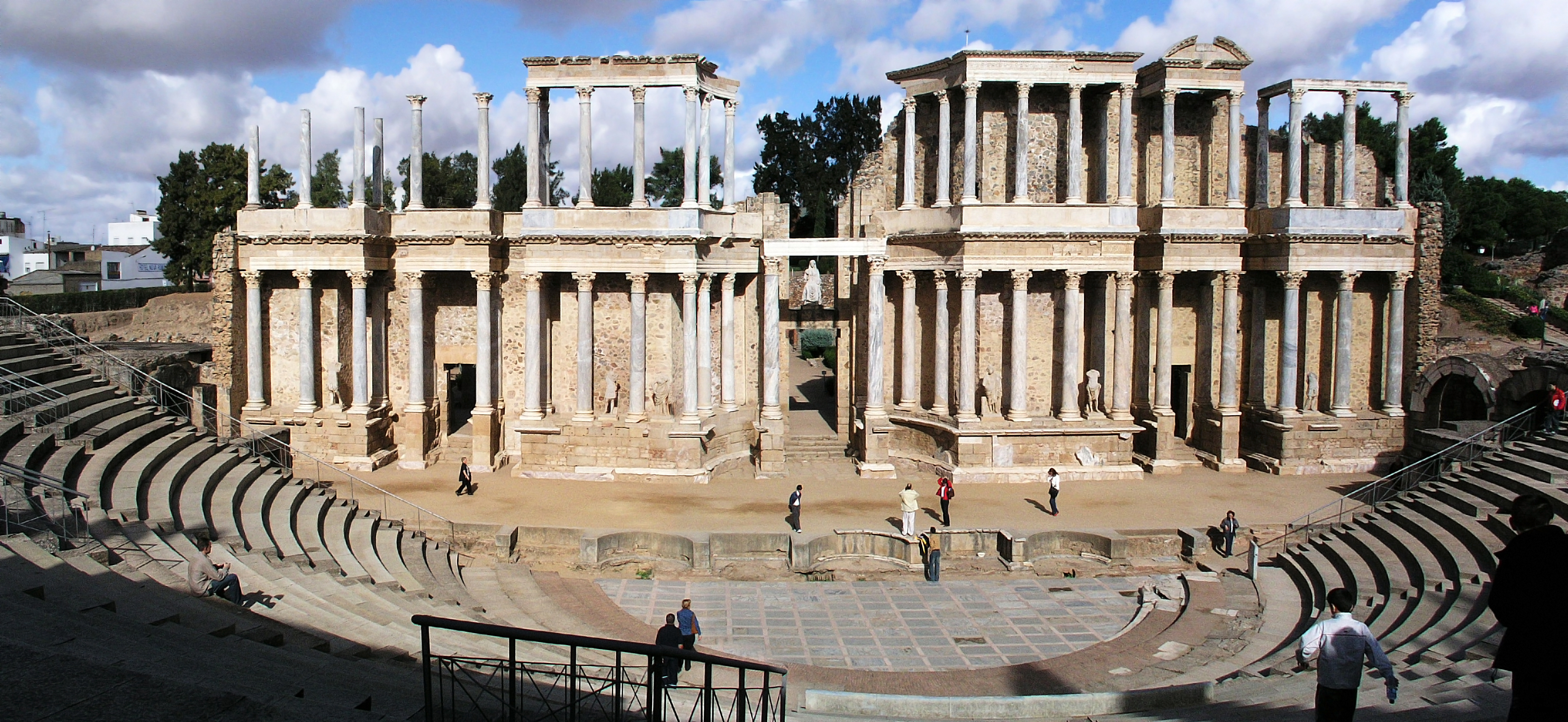
Théâtre romain de Mérida.

Cependant, la restauration du théâtre de Sagonte, défendue par les architectes Giorgio Grassi et Manuel Portaceli menée à bien entre 1983 et 1993, est encore aujourd'hui l'objet de polémiques et d'une controverse juridique, notamment un jugement imposant la démolition de tout le travail de restauration et la restitution du théâtre dans l'état dans lequel il se trouvait auparavant. Il parait cependant improbable qu'une telle décision puisse être appliquée, puisque la conservation du théâtre original ne peut être garantie face à l'ampleur du travail de démolition nécessaire. Ainsi, le théâtre de Sagonte restera sûrement l'exemple de « comment ne doit-on pas réaliser des travaux de restauration ».

#### Amphithéâtres

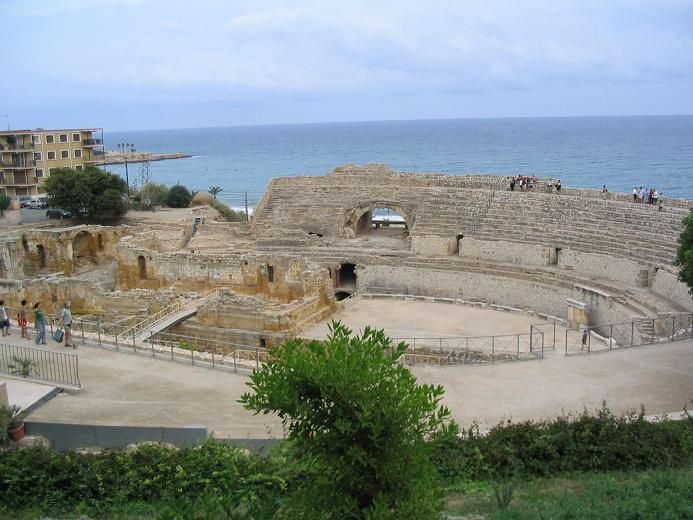
Amphithéâtre de Tarragone.

La culture romaine avait des valeurs envers la vie humaine très différentes de ce qui prévaut aujourd'hui en Europe et, en général, dans le monde. Le système esclavagiste, qui faisait qu'un homme pouvait perdre sa condition d'« homme libre » pour divers motifs (délits, dettes, captivité militaire, etc.) et être ainsi déchu de tous ses droits, expiait un nouveau spectacle, qui serait aujourd'hui jugé sauvage et brutal, et qui, à cette époque, constituait une des attractions les plus puissantes de la vie urbaine : la lutte de gladiateurs. Non seulement les esclaves participaient à ce genre de luttes (la plupart des gladiateurs étaient des esclaves), mais encore certains participaient à ces courses pour de l'argent, des faveurs ou la gloire. De même, quelque empereur s'est risqué à descendre dans l'arène pour pratiquer ce « sport » sanglant, ce qui fut le cas de Commode.

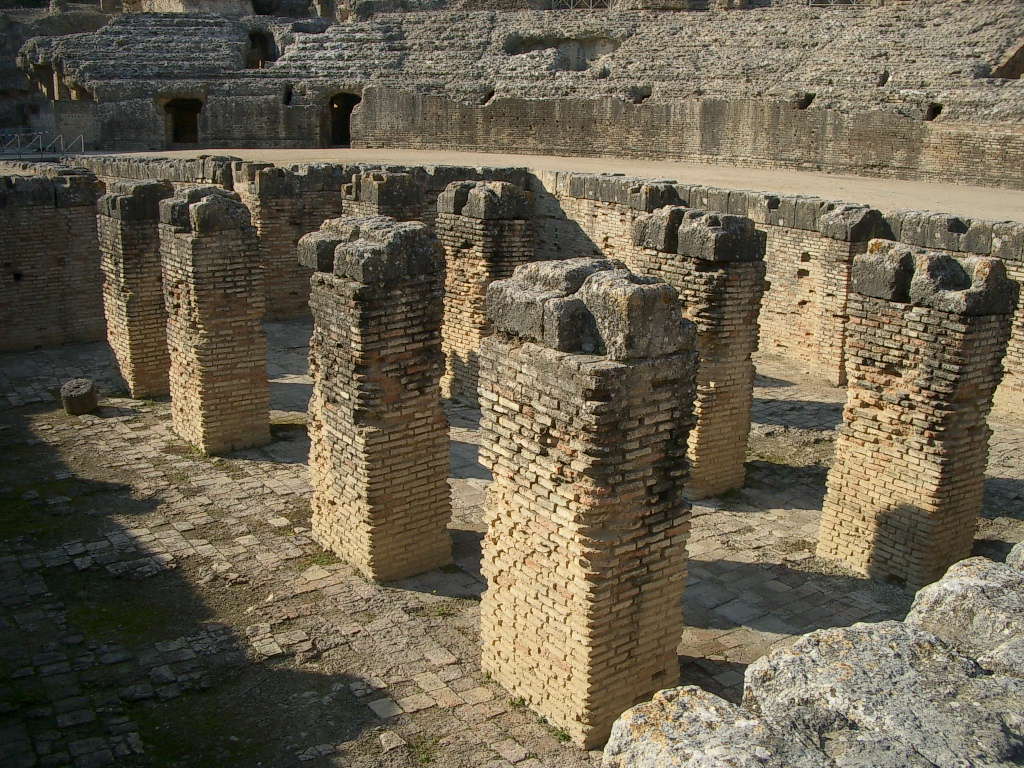
Fosse de l'amphithéâtre Italica.

Les spectacles de luttes avaient initialement lieu dans le cirque, mais, par la suite, commença la construction des amphithéâtres, bâtiments de base elliptique destinés exclusivement à la lutte.
Le premier amphithéâtre de pierre fut érigé à Rome, puis la construction arriva dans les principales villes de tout l'empire. En bas de l'arène de cet amphithéâtre se trouvait la fosse, où les gladiateurs et les fauves se préparaient où attendaient enfermés jusqu'à l'heure du combat. Cette fosse était couverte par un toit de bois sur lequel reposait la scène des luttes. Autour de l'aire elliptique de l'arène se trouvaient des gradins où le public assistait aux « jeux ». Ces amphithéâtres seraient ainsi les témoins, à partir du Ier siècle, de la répression brutale de la part des autorités romaines qui, à certaines époques, s'était abattue sur le peuple chrétien en plein essor.
Le Colisée de Rome est l'amphithéâtre le plus connu et le plus grand au monde, bien que dans l'Hispanie il en fut construit plusieurs dont les ruines persistent, tels que ceux d'Italica, Tarragone ou Mérida.

## La transformation des sociétés préromaines
Il n'est pas possible de considérer la romanisation de l'Hispanie comme un bloc unitaire, dans le sens où l'influence romaine a envahi progressivement la péninsule sur plusieurs siècles. De plus, les peuples préromains avaient des caractéristiques très différentes selon leur localisation géographique. Ainsi, les zones précédemment sous influence grecque furent facilement assimilées, tandis que celles qui s'opposèrent à la conquête romaine eurent une période d'assimilation culturelle plus longue.

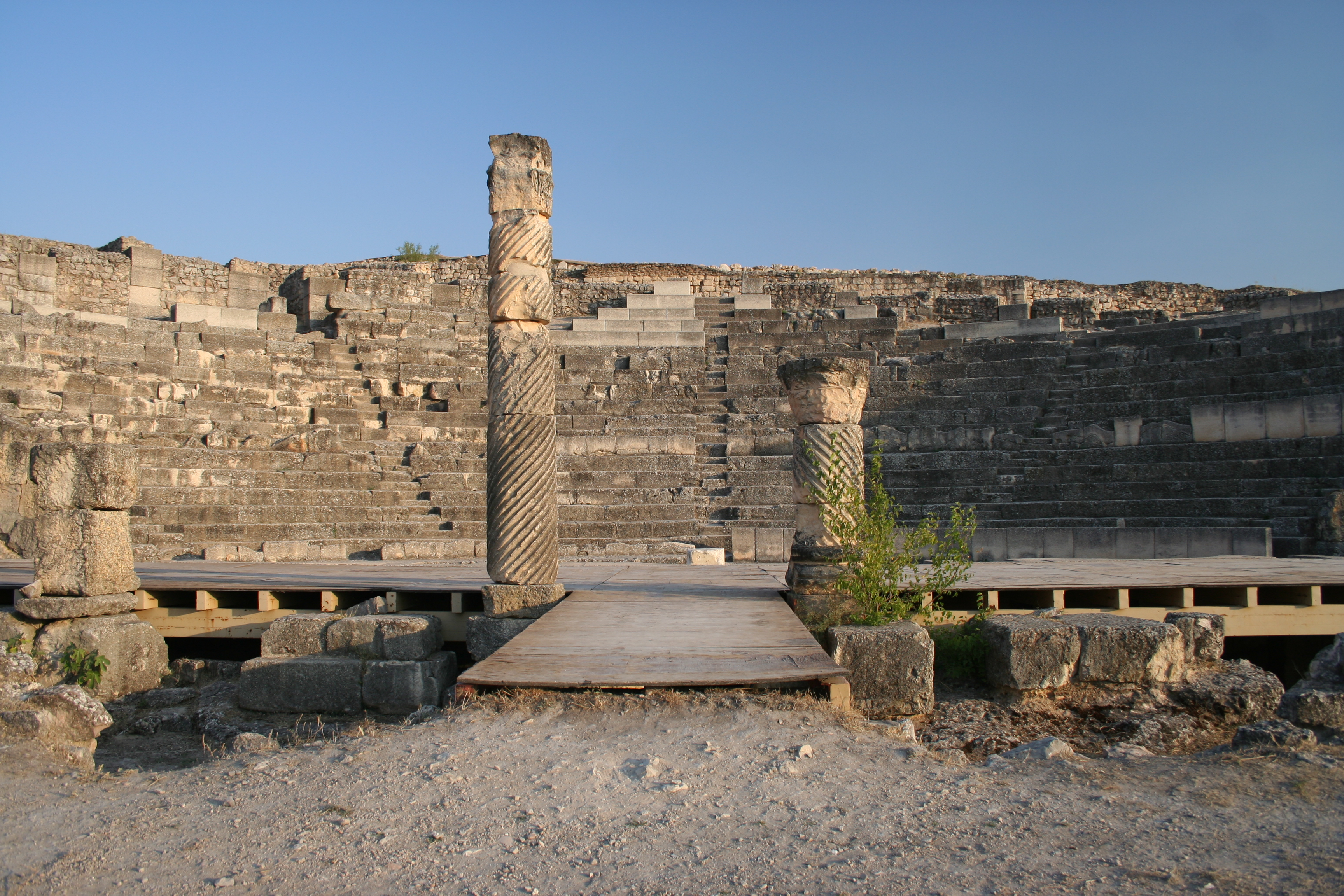
Théâtre romain de Segóbriga.

Dans ce processus, les cultures préromaines perdirent leur langue et la presque totalité de leurs habitudes ancestrales, à l'exception de l'euskara ou langue basque qui survécut sur les versants occidentaux des Pyrénées où l'influence romaine ne fut qu'anecdotique. La culture romaine s'étendit parallèlement aux intérêts commerciaux de Rome, tardant à arriver en ces lieux de moindre importance stratégique pour l'économie de l'empire.
De cette manière, la côte méditerranéenne, habitée avant l'arrivée des Romains par des peuples Ibères qui avaient déjà eu d'intenses échanges commerciaux avec les Grecs et les Phéniciens, adopta relativement rapidement le mode de vie romain. Les premières villes romaines furent fondées dans ces territoires, comme Tarragone au nord-ouest ou Italica au sud, en pleine période d'affrontement avec Carthage. À partir de ces villes, la culture romaine s'est propagée aux territoires environnants.
Cependant, d'autres peuples péninsulaires ne furent pas aussi prompts à adopter le mode de vie romain, particulièrement dans l'intérieur du pays où la culture celtibère était bien structurée autour d'une aristocratie guerrière qui opposa une résistance armée à la conquête romaine, avec des épisodes comme la guerre de Numance ou la rébellion de Viriate. Ce refus de la culture romaine perdura jusqu'à la conquête effective du territoire péninsulaire par les légions d'Auguste, en 19 av. J.-C. Malgré sa résistance, la culture celtibère ne survécut pas à l'impact culturel une fois que Rome se fut établie de façon définitive dans ses territoires, et le centre de l'Hispanie finit par devenir part intégrante de la trame économique et humaine de l'empire romain.
La civilisation romaine fut attractive, à la fois économiquement, culturellement et politiquement, pour les peuples de l'Hispanie préromaine, y compris celtibères, ce qui favorisa son adoption, en commençant par l'élite sociale de la période précédente, pour laquelle ce ne fut pas un sacrifice, bien au contraire : devenir la nouvelle élite hispano-romaine, en profitant des « commodités » des services des nouvelles urbis et de la stabilité politique que l'empire apportait, représenta une ascension sociale. C'est ainsi que ces élites occupèrent les postes de gouvernement dans les nouvelles instances municipales, devenant magistrats ou en rejoignant les armées romaines où il était possible de renforcer son influence politique selon le temps passé dans la carrière militaire.
Rome répartit des terres entre les troupes licenciées des légions qui avaient participé à la guerre contre Carthage. De plus, de nombreuses familles issues d'Italie ou de l'Orient romain s'établirent en Hispanie dans le but de profiter des richesses qu'offrait un nouveau et fertile territoire et, de fait, plusieurs villes hispaniques obtinrent le statut de « colonie » et leurs habitants la citoyenneté romaine. Deux empereurs romains, Trajan et Hadrien, furent d'ailleurs originaires d'Hispanie.
L'influence romaine fut si profonde que dans l'Antiquité tardive, lorsque les Wisigoths remplacèrent le pouvoir romain en Hispanie, avant d'être eux-mêmes remplacés par les Maures, la population locale conserva en grande partie ses idiomes latins ainsi que sa religion chrétienne que l'Empire romain avait adoptée. Elle assimila les Wisigoths et les Suèves, et, en s'émancipant de la domination des Maures, finit par fonder l'Espagne et le Portugal actuels qui exportèrent cette influence vers le Nouveau Monde, dans ce que l'on appelle depuis l'Amérique latine. 

## Sources
1. ↑  Joseph Pérez, Histoire de l'Espagne, Fayard 2014,  (ISBN 9782213640563).